# Van's Aircraft RV-6
Le Van’s Aircraft RV-6 est un avion biplace côte à côte commercialisé en kit pour la construction amateur par Van's Aircraft entre 1986 et 2001. Proposé soit avec un train classique (RV-6), soit avec un train tricycle (RV-6A), il est autorisé à la voltige.

## Van's Aircraft RV-6
Après avoir validé le concept de l’avion biplace avec le RV-4, Dick vanGrunsven fut assailli de demandes pour un biplace côte à côte par des clients potentiels estimant cette solution plus conviviale, ou offrant tout simplement plus de confort en monoplace. La voilure et le train d’atterrissage du RV-4 furent conservés, le fuselage élargi (1,09 m au maitre-couple) et doté d’une généreuse soute à bagages derrière les sièges, la capacité des réservoirs légèrement augmentée. La verrière du poste de pilotage basculait initialement vers l’avant, mais durant la production une nouvelle verrière fut proposée en option, comprenant un pare-brise fixe et une verrière coulissante vers l’arrière.
Le prototype prit l’air en 1985, les essais démontrant que malgré l’élargissement du fuselage les performances n’étaient que marginalement altérées. La commercialisation des kits fut lancée en 1986.

## Van's Aircraft RV-6A
Constatant que l’utilisation d’un train classique pouvait constituer un frein à la commercialisation de ses productions, de nombreux pilotes n’ayant jamais volé que sur des avions à train tricycle, Dick vanGrunsven décida de reculer le train principal sur le prototype RV-6 et de remplacer la roulette arrière par une roulette avant pivotant librement à l’extrémité d’une simple jambe en acier fixée au bâti-moteur. Le dispositif était simple, le gain de poids faible, la maniabilité de l’avion au roulage améliorée.
Le gouvernement du Nigeria recherchant un appareil d’école élémentaire susceptible d’être produit localement par la main d’œuvre nigériane, Van's Aircraft a été retenu et a livré 60 kits complets qui ont été assemblés, testés, et mis en service en Afrique. Ces appareils ont été mis en service en 1989 sous le nom d’Air Beetle ABT-18 par l’école de pilotage élémentaire 301 de Kaduna. 
Le RV-6 est le modèle d’avion que construisent les étudiants finissants en technique de génie aérospatiale de l’École Nationale d’Aérotechnique.

## Production
En 2001 Van's Aircraft a cessé de commercialiser le RV-6/6A au profit du RV-7/7A, tout en continuant à fournir les éléments nécessaires à la réalisation des appareils en construction. Selon le site internet de Van's Aircraft, 2 383 RV-6/6A avaient été achevés et testés en vol au 12 février 2010 (13 en France, 8 autres en construction), ce qui fait probablement du RV-6/6A l’avion commercialisé en kit le plus construit au monde.
Un site spécialisé enregistre au 24 janvier 2022 un total de 224 incidents et accidents concernant cet avion.

## Des dérivés

### AII AVA-202
Version légèrement modifiée du RV-6A produite par Aviation Industries of Iran. Reconnaissable à une envergure agrandie, le prototype a pris l’air en 1997. En 2005 un AVA-202 (EP-AVM, c/n 4) a été présenté en Australie, où ce modèle pourrait être importé.

### Van's Aircraft RV-6F
On sait qu’il existe un important marché au Canada pour les avions équipés de flotteurs mais vanGrunsven ne possédait aucune expérience en la matière. Plus expérimenté, Eustace Bowhay, pilote de Salmon Arm, (Colombin Britannique), étudia le problème et soumit un dossier technique à approbation des autorités canadiennes. Ayant obtenu les autorisations nécessaires, il réalisa avec Jim Rowe un jeu de flotteurs et utilisa son RV-6 [C-GHAY] pendant deux ans soit sur train terrestre soit sur flotteurs. L’appareil fut ensuite modifié avec des flotteurs équipés de roulettes, rendant l’avion amphibie. Âgé de 80 ans, Eustace Bowhay a réinstallé en 2005 le train terrestre de son RF-6 avant de le revendre.

## Références

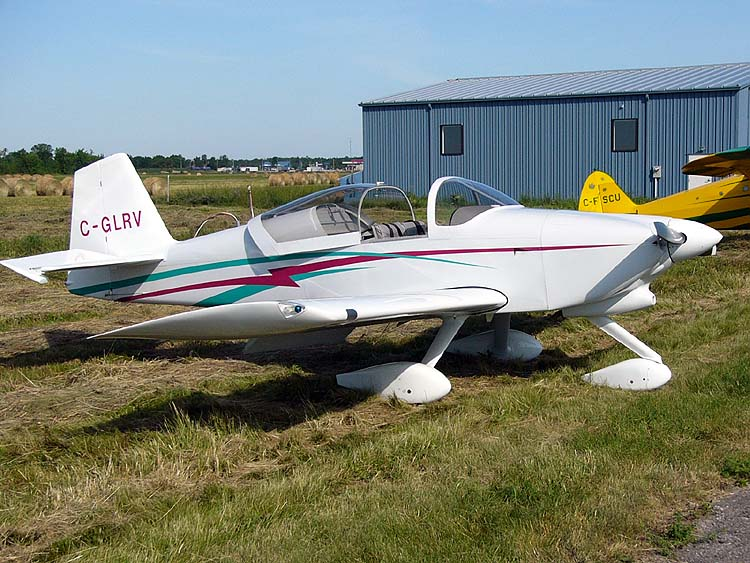
Un RV-6A canadien avec verrière coulissante

## Sources
- Peter M Bowers, Guide to Homebuilts (diverses éditions), TAB Books Blue Ridge Summit PA.